# Crosbie Smith
Pour les articles homonymes, voir Smith.
Crosbie W. Smith (né en 1949) est un historien des sciences britannique.

## Formation et carrière
Il obtient son doctorat à l'université de Cambridge. Il est maître de conférences en histoire des sciences à l'université du Kent.

## Travaux
Smith s'intéresse à l'influence de la transformation de l'énergie au sein de l'empire britannique. Pour cela il analyse les apports des grands scientifiques de l'époque : Lord Kelvin (1824-1907) à qui il consacre un ouvrage entier et plusieurs articles, James Clerk Maxwell (1831-1879), Hermann von Helmholtz (1821-1894) et James Watt (1736-1819).

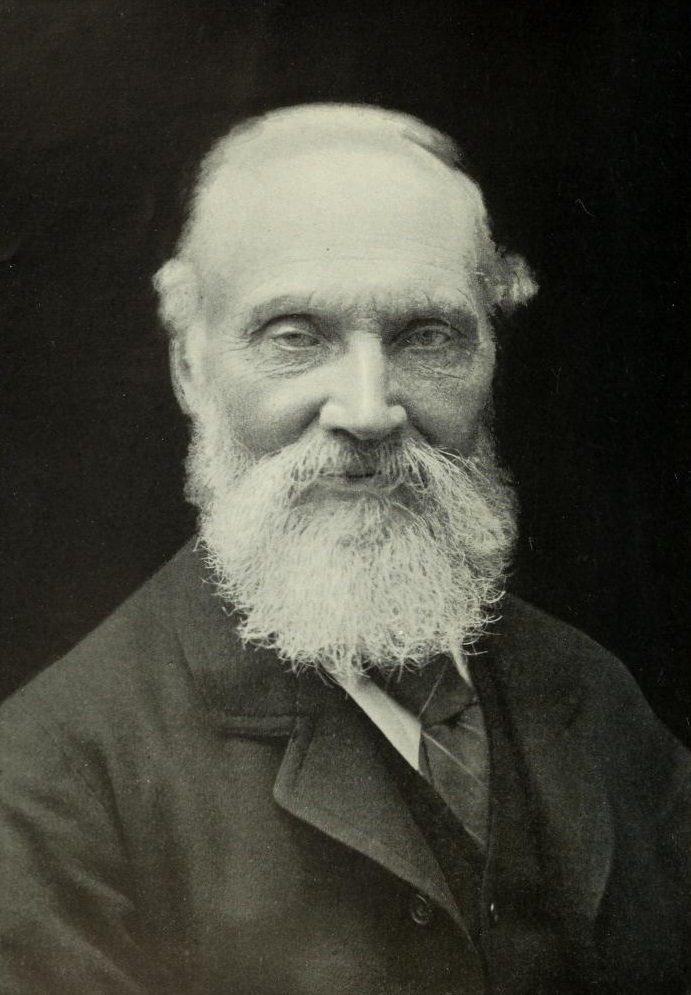
Lord Kelvin (1824-1907).

Dans Energy and Empire: A Biographical Study of Lord Kelvin paru en 1989 et co-écrit avec l'historien des sciences américain M. Norton Wise (né en 1940), il étudie la vie et les travaux de William Thomson, mieux connu sous le nom de Lord Kelvin (1824-1907), physicien britannique d'origine irlandaise reconnu pour ses travaux en thermodynamique et considéré par le physicien mathématique le plus connu du XIXe siècle britannique. Longtemps considéré comme le physicien mathématique le plus connu du XIXe siècle britannique, il a été quelque peu éclipsé par James Clerk Maxwell et sa théorie de l'électromagnétisme, son combat perdu contre la théorie d'Ernest Rutherford sur la radioactivité et celui également perdu contre Darwin sur l'âge de la Terre.
L'étude développe l'idée que la physique victorienne était l'expression de la société industrielle de son temps. « William Thomson est né dans une famille convertie aux réformes politiques libérales et l'avancement personnel, et il s'identifiait aussi bien aux chantiers navals de saville adoptive, Glasgow, qu'à l'enseignement démocratique offert au sein de son université. Partant de ce socle confortable, il a intégré ses activités nationales et internationales dans cette période de suprématie britannique quasi totale au niveau de la puissance industrielle, l'expansion maritime et l'influence impériale. ».

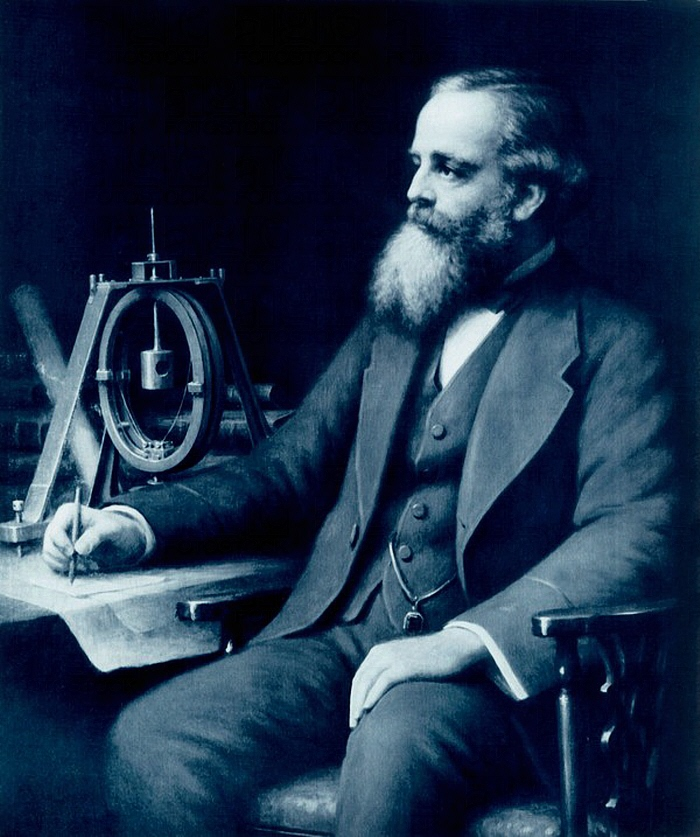
James Clerk Maxwell (1831-1879), physicien et mathématicien écossais.

Dans The Science of energy : A cultural history of energy physics in Victorian Britain, il note une modernisation abusive du mémoire d’Helmholtz, souvent regardé à travers la grille de la physique de l’énergie britannique. En 1862, James C. Maxwell affirme : « Helmholtz n’est pas un philosophe au sens strict, comme le sont Kant ou Hegel, mais c’est un philosophe qui pratique la physique et la physiologie, et acquiert en cela non seulement le savoir-faire pour combler une lacune donnée, mais la sagesse de discerner quelles sont les lacunes, c’est-à-dire qu’il est l’un des premiers, et des plus actifs, à prêcher la doctrine que, puisque toutes les sortes d’énergie sont convertibles, le premier but de la science aujourd’hui devrait être de déterminer de quelle manière une forme particulière d’énergie peut être convertie en une autre forme, et quelles sont les quantités équivalentes d’énergie en question. ».
Il n’en a pas fallu plus pour que la différence pourtant considérable entre la physique de la force d’Helmholtz et la physique de l’énergie, tout au moins celle des Britanniques, soit tenue pour négligeable. L’appréciation de Maxwell illustre bien la nature de la relecture britannique du mémoire d’Helmholtz, une relecture qui fait d’Helmholtz un allié dans la nouvelle science de l’énergie que les Britanniques sont en train d’édifier. Cette relecture est si efficace qu’elle conduira nombre de scientifiques, jusqu’à nos jours, à interpréter le mémoire de 1847, et à évaluer son apport, dans la perspective britannique de l’énergie plutôt qu’à le considérer comme solidement enraciné dans les traditions germaniques de la force .

## Prix et distinctions
Il reçoit en 1990 le prix Pfizer décerné l’History of Science Society, conjointement avec M. Norton Wise, pour leur livre Energy and Empire: A Biographical Study of Lord Kelvin,,.
Il reçoit une seconde fois le prix, en 2000, pour The Science of Energy: A Cultural History of Energy Physics,,,.

## Publications
- (en) Crosbie Smith et M. Norton Wise, Energy and Empire : A Biographical Study of Lord Kelvin, Cambridge University Press, 1989, 866 p. (ISBN 978-0-521-26173-9, lire en ligne), XXV-866 p.
- (en) Crosbie Smith, The science of energy : a cultural history of energy physics in Victorian Britain, Athlone, 1998 (lire en ligne).
- Coal, steam and ships: engineering, enterprise and empire on the nineteenth-century seas[12]
- The correlation between relatives on the supposition of mendelian inheritance
- Engineering empires a cultural history of technology in nineteenth-century Britain
- Making space for science : territorial themes in the shaping of knowledge
- Natural Philosophy and Thermo-Dynamics: Patterns of Thought in Mid-Nineteenth Century Physics